# Senatus consultum ultimum
Senatus consultum ultimum kan översättas med "senatens yttersta beslut" och motsvarade under den romerska republikens tid vad vi i dag kallar undantagstillstånd. I en krissituation kunde konsulerna (de högsta ämbetsmännen i republiken) då vidta extraordinära åtgärder för att skydda statens säkerhet, till exempel att låta avrätta medborgare utan rättegång.
Sådana undantagstillstånd utlystes till exempel år 121 f.Kr., 63 f.Kr. och 49 f.Kr.
Uttrycket senatus consultum ultimum härstammar från ett citat av Julius Caesar vad det egentligen kallades är okänt. 